# Флакара (футбольний клуб)
Муніципальний спортивний клуб «Флакара» Морень (рум. Clubul Sportiv Municipal Flacăra Moreni) — румунський футбольний клуб з Морені, заснований у 1922 році. Виступає у Лізі ІІІ. Домашні матчі приймає на однойменному стадіоні, місткістю 10 000 глядачів.

## Досягнення
- Ліга ІІ
  - Чемпіон (1): 1985–86
  - Фіналіст (1): 1951
- Ліга ІІІ
  - Чемпіон (6):  1946–47, 1971–72, 1972–73, 1975–76, 1978–79, 1983–84
  - Фіналіст (2): 1977–78, 2000–01.